# Phormictopus australis
Phormictopus australis är en spindelart som beskrevs av Cândido Firmino de Mello-Leitão 1941. 
Phormictopus australis ingår i släktet Phormictopus och familjen fågelspindlar. Inga underarter finns listade i Catalogue of Life.